# 上院寺銅鐘

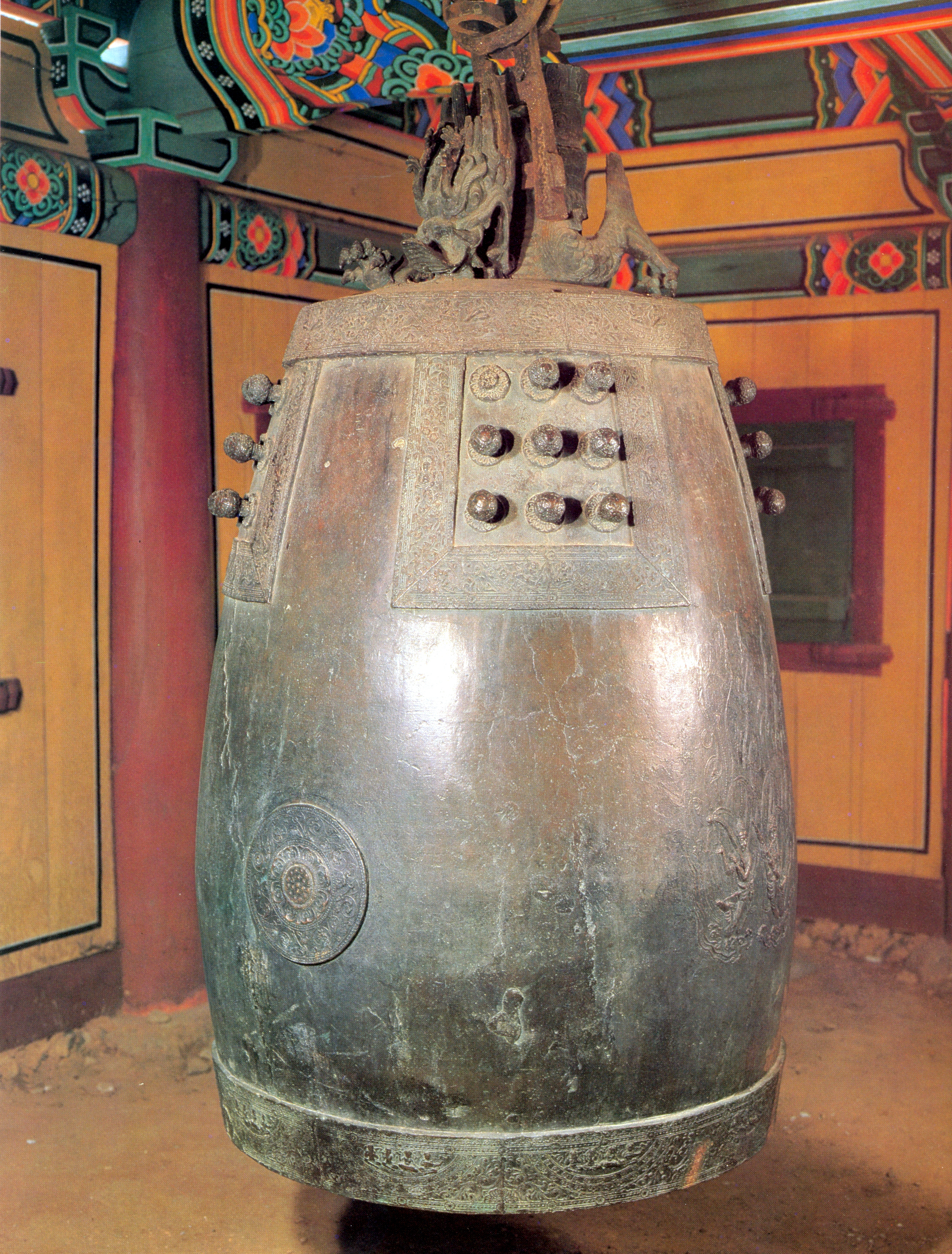
上院寺銅鍾
諺文: 상원사 동종

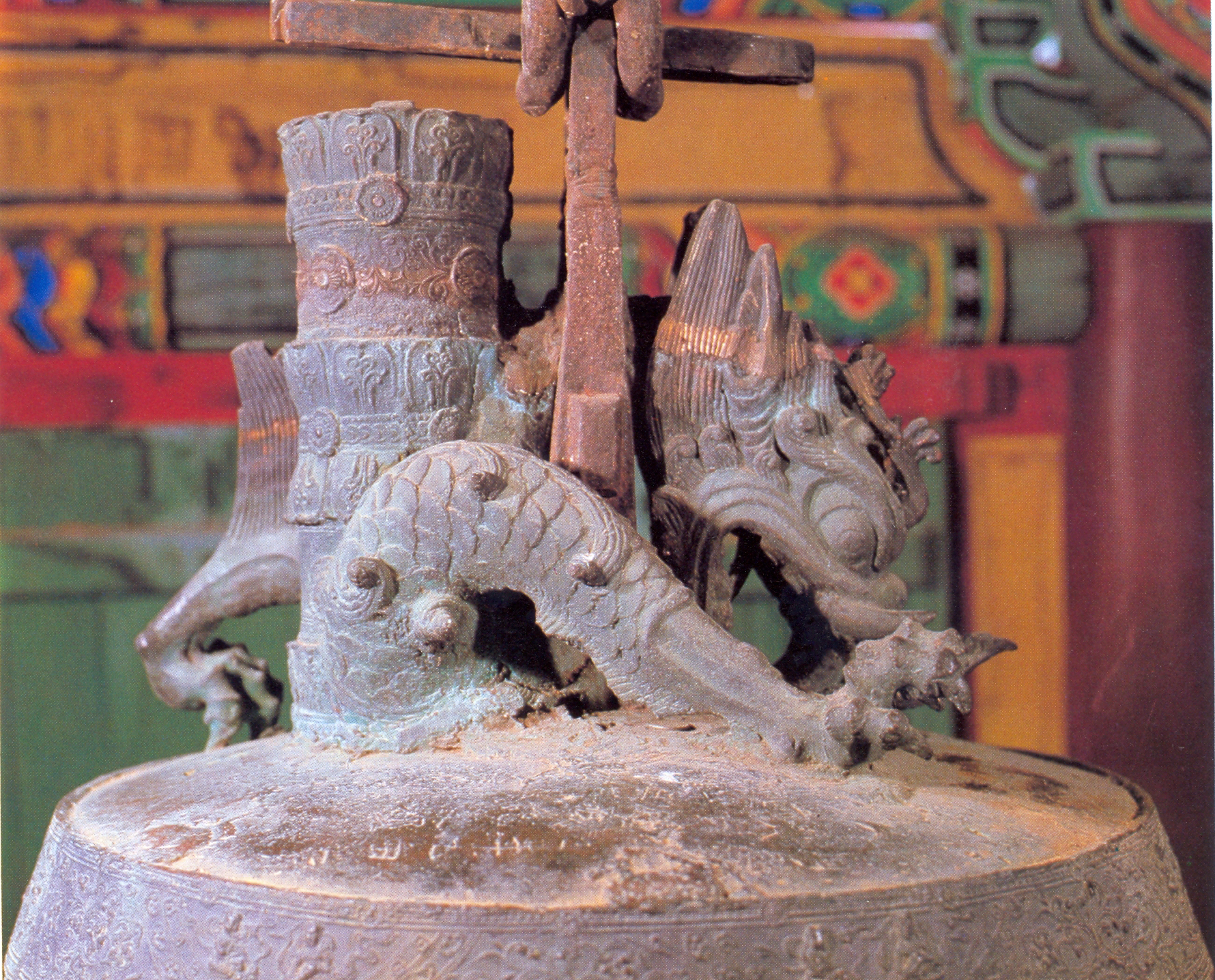
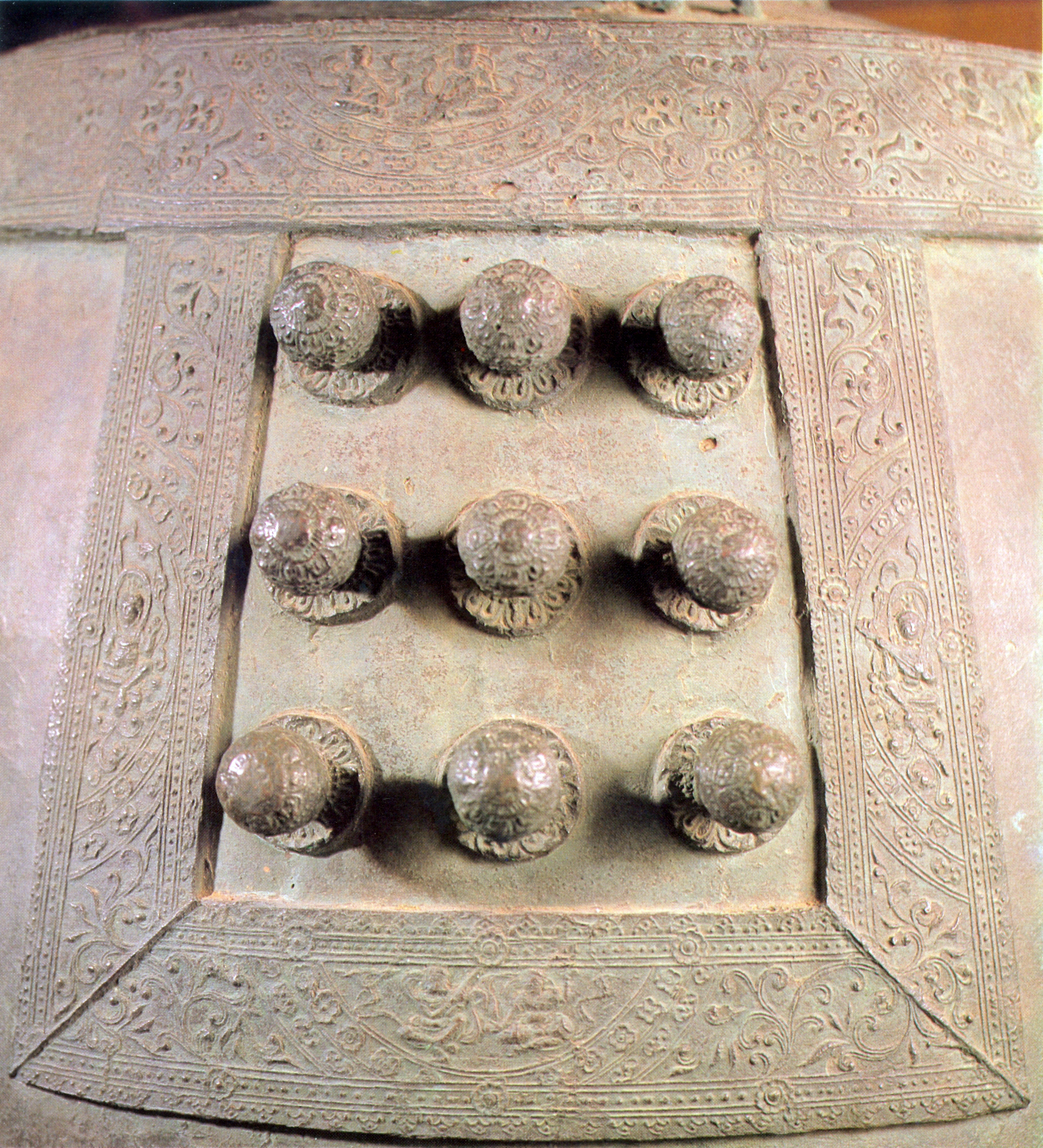
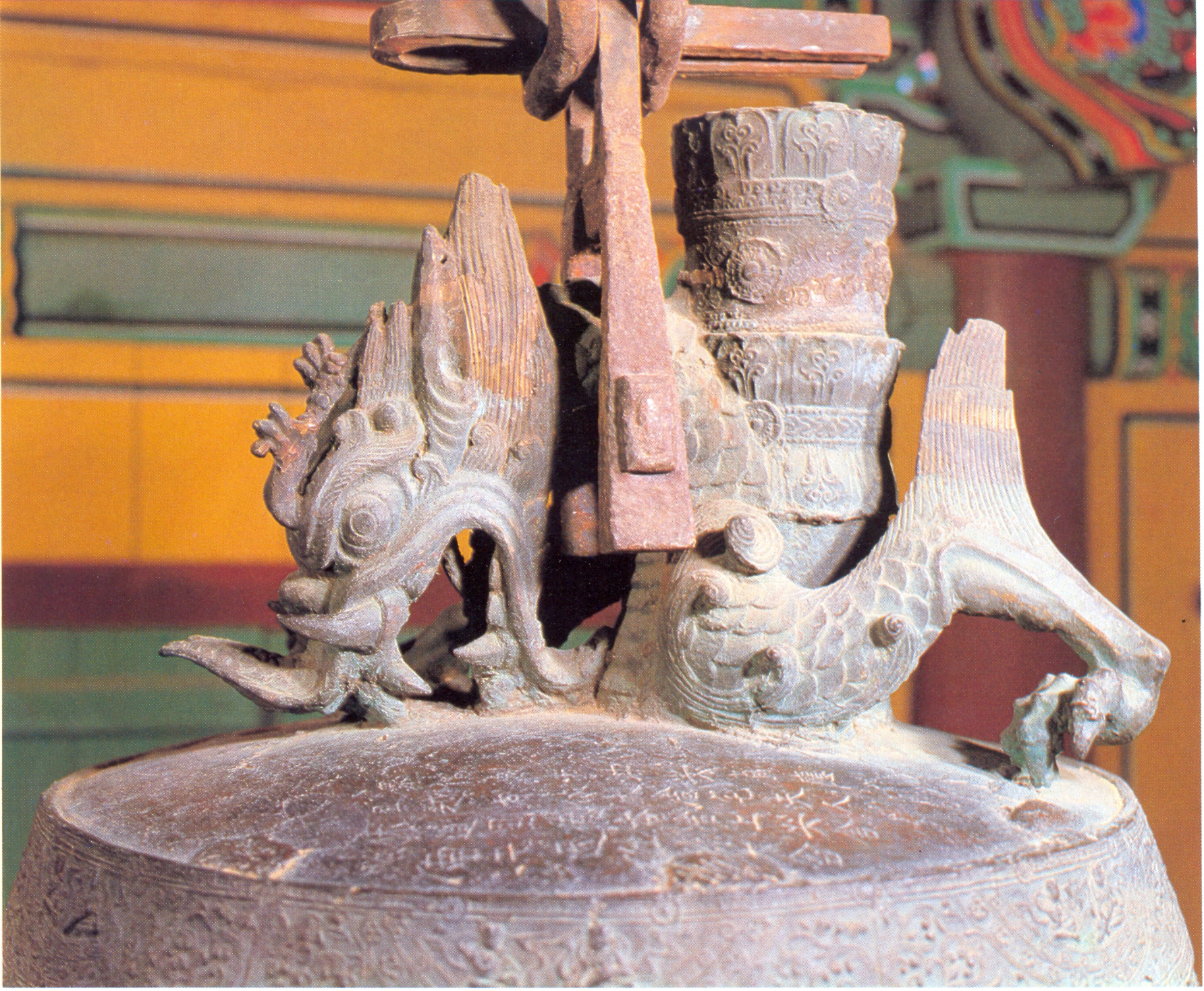
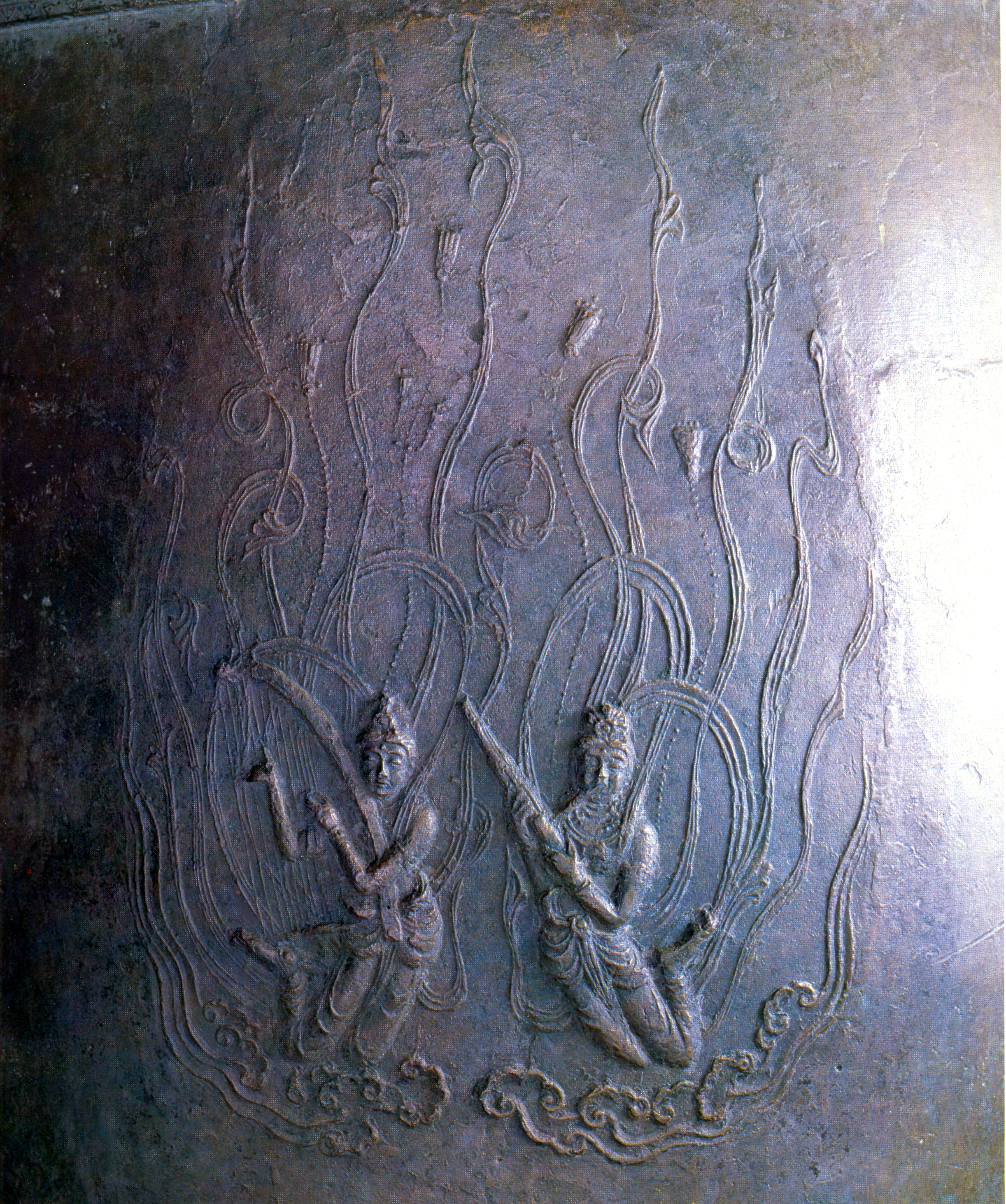
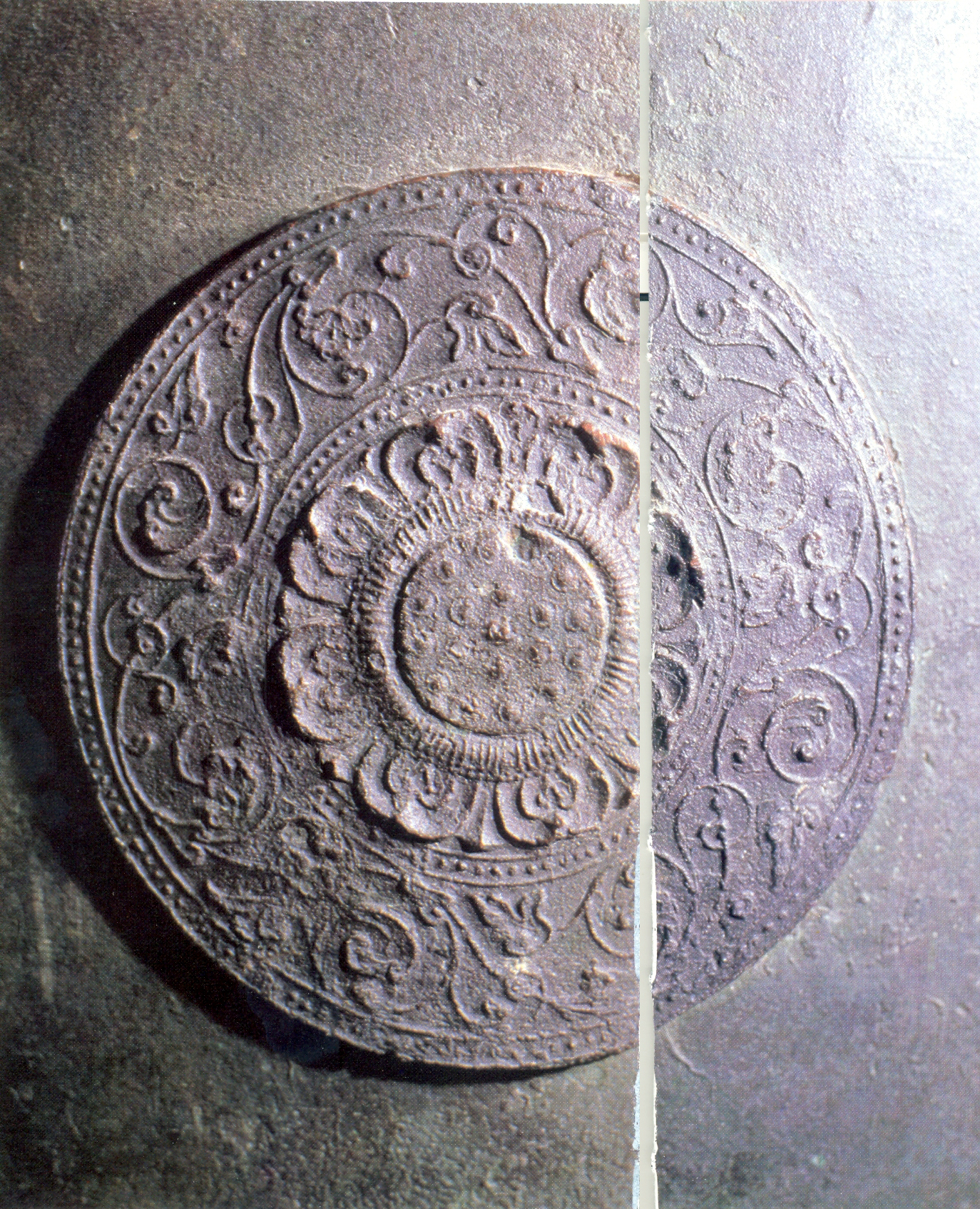

上院寺銅鍾是大韩民国国宝中的第36号。 